# 飘香剂
飘香剂是一种中国大陆火锅餐馆使用的添加剂，能使火锅具有更加浓郁的香味，属于一种咸味食用香精。飘香剂的使用曾在2010年左右引发风波。飘香剂的成分包括丙二醇、乙基麦芽酚，以及洋葱抽提物等，过度食用会加重人体肝肾的代谢负担，对身体健康产生负面影响。2011年，中国卫生部（现卫健委）的报告称飘香剂、一滴香等火锅用食品添加剂按标准使用对人体无害。